# Eutrogia
Eutrogia is een geslacht van vlinders van de familie spinneruilen (Erebidae), uit de onderfamilie Calpinae.

## Soorten
- E. castanea Moore, 1882
- E. excisa Hampson, 1897
- E. morosa Moore, 1882
- E. ochrivena Hampson, 1894